# Kristy Swanson
Kristen Nöel Swanson, detta Kristy (Mission Viejo, 19 dicembre 1969), è un'attrice statunitense, nota per essere stata la prima attrice ad interpretare il ruolo di Buffy Summers nel film Buffy l'ammazzavampiri, da cui in seguito è stata tratta una fortunatissima serie televisiva.

## Biografia
Nata in California, poco più che quindicenne partecipa a più di trenta spot pubblicitari. Debutta al cinema nel 1986, ottenendo un piccolo ruolo nella commedia Bella in rosa, in seguito è protagonista del film Dovevi essere morta. Anche se il film non ottiene un enorme successo, diventa nota per l'interpretazione di Buffy Summers nel film Buffy - L'Ammazza Vampiri, ruolo in seguito portato al successo da Sarah Michelle Gellar nell'omonima serie televisiva. Negli anni successivi partecipa a film come The Program, Sesso e fuga con l'ostaggio e L'università dell'odio.
L'attrice è nota anche per la sua partecipazione alla terza stagione della serie tv Ultime dal cielo, successivamente ha recitato nelle commedie Fatti, strafatti e strafighe e Big Daddy - Un papà speciale. Nel 2003 ha interpretato il ruolo della biologa marina Kelly Raymond nel film Red Water - Terrore sott'acqua. Nel 2002 ha posato senza veli per Playboy, mentre nel 2006 ha partecipato e vinto a Skating with Celebrities, versione statunitense di Notti sul ghiaccio.

## Filmografia parziale

### Cinema
- Bella in rosa (Pretty in Pink), regia di Howard Deutch (1986)
- Una pazza giornata di vacanza (Ferris Bueller's Day Off), regia di John Hughes (1986)
- Dovevi essere morta (Deadly Friend), regia di Wes Craven (1986)
- Fiori nell'attico (Flowers in the Attic), regia di Jeffrey Bloom (1987)
- Dream Trap, regia di Tom Logan e Hugh Parks (1990)
- Il campione di Beverly Hills (Diving In), regia di Strathford Hamilton (1990)
- Aiuto! Mi sono persa a New York (Mannequin: On the Move), regia di Stewart Raffill (1991)
- Autostrada per l'inferno (Highway to Hell), regia di Ate de Jong (1991)
- Hot Shots!, regia di Jim Abrahams (1991)
- Buffy l'ammazzavampiri (Buffy the Vampire Slayer), regia di Fran Rubel Kuzui (1992)
- The Program, regia di David S. Ward (1993)
- Sesso e fuga con l'ostaggio (The Chase), regia di Adam Rifkin (1994)
- Student Body (Getting In), regia di Doug Liman (1994)
- L'università dell'odio (Higher Learning), regia di John Singleton (1995)
- The Chili Con Carne Club, regia di Jonathan Kahn (1995) - corto
- The Phantom, regia di Simon Wincer (1996)
- Otto teste e una valigia (8 Heads in a Duffel Bag), regia di Tom Schulman (1997)
- Lover Girl, regia di Lisa Addario e Joe Syracuse (1997)
- Tinseltown, regia di Tony Spiridakis (1997)
- Rischio d'impatto (Ground Control), regia di Richard Howard (1998)
- Big Daddy - Un papà speciale (Big Daddy), regia di Dennis Dugan (1999)
- Meeting Daddy, regia di Peter Gould (2000)
- Fatti, strafatti e strafighe (Dude, Where's My Car?), regia di Danny Leiner (2000)
- Gli occhi dell'innocenza (Silence), regia di Tom Whitus (2003)
- Betrayed (Bound by Lies), regia di Valerie Landsburg (2005)
- Six Months Later, regia di David Frigerio (2005) - corto
- Living Death - Morte apparente (Living Death), regia di Erin Berry (2006)
- The Closer, regia di Jon Polansky (2009) - corto
- E se... fosse andata diversamente? (What If...), regia di Dallas Jenkins (2010)
- Chick Magnet, regia di Ryan R. Williams (2011)
- Little Women, Big Cars, regia di Melanie Mayron (2012)
- The Bouquet, regia di Anne Wheeler (2013)
- Storm Rider, regia di Craig Clyde (2013)
- A Belle for Christmas, regia di Jason Dallas (2014)
- Natale con l'ex (Merry Ex-Mas), regia di Brian Skiba (2014)
- Beethoven - Alla ricerca del tesoro (Beethoven's Treasure), regia di Ron Oliver (2014)
- Il volto dell'assassino, regia di George Erschbamer (2015)
- Killer under the bed, regia di Jeff Hare (2018)

### Televisione
- It's Your Move - serie TV, 1 episodio (1984)
- Squadriglia top secret (Call to Glory) - serie TV, 2 episodi (1985)
- New York New York (Cagney & Lacey) - serie TV, 1 episodio (1985)
- Joan Rivers and Friends Salute Heidi Abromowitz, regia di Alan Smithee - film TV (1985)
- Alfred Hitchcock presenta (Alfred Hitchcock Presents) - serie TV, 1 episodio (1986)
- Miracle of the Heart: A Boys Town Story, regia di Georg Stanford Brown - film TV (1986)
- Mr. Boogedy, regia di Oz Scott - film TV (1986)
- Valerie - serie TV, 1 episodio (1986)
- Juarez, regia di Jeffrey Bloom - film TV (1987)
- Genitori in blue jeans (Growing Pains) - serie TV, 1 episodio (1987)
- Mio fratello Chip (Not Quite Human), regia di Steven Hilliard Stern - film TV (1987)
- California (Knots Landing) - serie TV, 8 episodi (1987-1988)
- The Loner, regia di Abel Ferrara - film TV (1988)
- Ohara - serie TV, 1 episodio (1988)
- Infermiere a Los Angeles (Nightingales), regia di Mimi Leder - film TV (1988)
- Infermiere a Los Angeles (Nightingales) - serie TV, 13 episodi (1989)
- Detective Stryker (B.L. Stryker) - serie TV, 2 episodi (1989)
- Marshal Law, regia di Stephen Cornwell - film TV (1996)
- Una donna senza scrupoli (Bad to the Bone), regia di Bill L. Norton – film TV (1997)
- Ultime dal cielo (Early Edition) - serie TV, 20 episodi (1998-1999)
- Dalla parte del nemico (Supreme Sanction), regia di John Terlesky - film TV (1999)
- Grapevine - serie TV, 5 episodi (2000)
- Untitled Charles Randolph Project, regia di Charles Randolph - film TV (2001)
- Zebra Lounge, regia di Kari Skogland - film TV (2001)
- Just Shoot Me! - serie TV, 1 episodio (2003)
- Red Water - Terrore sott'acqua (Red Water), regia di Charles Robert Carner - film TV (2003)
- The Christopher Lowell Show - serie TV, 1 episodio (2003)
- CSI: Miami - serie TV, 1 episodio (2004)
- Segreti dal passato (Forbidden Secrets), regia di Richard Roy - film TV (2005)
- The Black Hole, regia di Tibor Takács - film TV (2006)
- The Tyra Banks Show - serie TV, 1 episodio (2006)
- Law & Order: Criminal Intent - serie TV, 1 episodio (2007)
- Howard Stern on Demand - serie TV, 1 episodio (2007)
- 3Way - serie TV, 3 episodi (2008)
- Entertainment Tonight - serie TV, 4 episodi (2009)
- Hell's Kitchen - serie TV, 2 episodi (2009)
- American Chopper - serie TV, 1 episodio (2009)
- One Tree Hill - serie TV, 1 episodio (2010)
- Killer Shark (Swamp Shark), regia di Griff Furst (2011)
- A Christmas Wish, regia di Craig Clyde - film TV (2011)
- Psych - serie TV, 6 episodi (2011-2014)
- Operazione cupcake (Operation Cupcake), regia di Bradford May - film TV (2012)
- unCONventional - serie TV, 3 episodi (2012)
- Una famiglia al college (Mom and Dad Undergrads), regia di Ron Oliver - film TV (2014)
- Driven Underground, regia di George Erschbamer (2015)
- Angels in the Snow, regia di George Erschbamer (2015)
- Il sacrificio di una madre (A Mother's Sacrifice), regia di Trey Haley (2017)
- Bad Stepmother, regia di Jeffery Scott Lando (2018)
- Psych 2: Lassie Come Home, regia di Steve Franks (2020)

### Doppiaggio
- Crysis, regia di Cevat Yerli (2007) - videogame

## Doppiatrici italiane
Nelle versioni in italiano delle opere in cui ha recitato, Kristy Swanson è stata doppiata da:
- Francesca Guadagno in Fiori nell'attico, Aiuto! Mi sono persa a New York
- Rossella Acerbo in Otto teste e una valigia, Big Daddy - Un papà speciale
- Roberta Greganti Dalla parte del nemico, Il sacrificio di una madre
- Claudia Catani in Mr. Boogedy, Killer Shark
- Georgia Lepore in Dovevi essere morta
- Laura Boccanera in Hot Shots!
- Sonia Mazza in Buffy l'ammazzavampiri
- Mascia Musy in The Program
- Alessandra Korompay in Sesso e fuga con l'ostaggio
- Paola Del Bosco in The Phantom
- Eleonora De Angelis in Fatti, strafatti e strafighe
- Roberta Pellini in CSI: Miami
- Daniela Abbruzzese in A Christmas Wish
- Emanuela Rossi in Beethoven - Alla ricerca del tesoro
- Chiara Colizzi in Ultime dal cielo